# Hartford (Wisconsin)
Hartford è una città degli Stati Uniti d'America, situata in Wisconsin, nella Contea di Washington e in parte nella Contea di Dodge.